# Урочище «Жуківське»
Уро́чище «Жу́ківське» — заповідне урочище (лісове) в Україні. Розташоване в межах Рівненського району Рівненської області, неподалік від села Старожуків. 
Площа 4,6 га. Статус надано згідно з рішенням облвиконкому від 18.06.1991 року № 98. Перебуває у віданні ДП «Клеванський лісгосп» (Сморжівське л-во, кв. 3, вид. 2, 7). 
Статус надано для збереження грабово-дубової діброви, де зростають високопродуктивні лісові насадження модрини європейської 75-річного віку. У трав'яному покриві: веснівка дволиста, анемона дібровна, вороняче око звичайне, копитняк європейський, чина лісова, осока пальчаста та інші види. 
З фауни трапляються заєць сірий, сарна європейська, лисиця, кабан, кріт європейський, куниця лісова, мідиця звичайна. З птахів водяться сойка, дятел звичайний, синиця велика, синиця чорна, повзик, золотомушка жовточуба та інші.